# Circondario di Mohrungen
Il circondario di Mohrungen era un circondario tedesco, nella regione della Prussia Orientale. Esistette dal 1818 al 1945.

## Suddivisione
Al 1º gennaio 1945 il circondario comprendeva le città di Liebstadt, Mohrungen e Saalfeld (Ostpr.), 108 comuni e 1 Gutsbezirk.